# Michelle Thomas
Pour l’article homonyme, voir Thomas.
Michelle Doris Thomas, née le 23 septembre 1968 à Boston (Massachuchets) et morte le 23 décembre 1998 à Manhattan (New York), est une actrice américaine. Elle est principalement connue pour son rôle de Myra dans la sitcom La Vie de famille.

## Biographie

### Jeunesse et formation
Elle est la fille de Dennis Thomas, l'un des fondateurs du groupe Kool and the Gang.
Elle fait ses études secondaires à la West Essex High School (en), elle en sort diplômée en 1987.

### Carrière professionnelle
De 1988 à 1990, Thomas jouait le rôle de Justine Phillips, la petite amie de Theo Huxtable dans The Cosby Show.

### Fin de vie
Le 23 décembre 1998, elle décède des suites d'un cancer de l'estomac (tumeur desmoplastique à petites cellules rondes de l’estomac) au Memorial Sloan-Kettering Cancer Center de Manhattan, elle avait 30 ans. 
Elle repose au  Rosedale Cemetery d'Orange dans le New Jersey,.

## Filmographie
- 1989 : A Man Called Hawk (série TV) : Ruthie Carver (saison 1, épisode 7)
- 1989 : Dream Date (téléfilm) : Sally Palmer
- 1989-1990 : Cosby Show (série TV) : Justine Phillips (8 épisodes)
- 1991 : Hangin' with the Homeboys : opératrice téléphonique
- 1993-1998 : La Vie de famille (série TV) : Myra Monkhouse (55 épisodes)
- 1994 : Thea (série TV) : Kendea (saison 1, épisodes 16 et 17)
- 1996 : Duckman: Private Dick/Family Man (série TV) (voix) (saison 3, épisode 17)
- 1997 : Malcolm & Eddie (série TV) : Brooke Bellamy (saison 2, épisode 2)
- 1998 : Les Feux de l'amour (série TV) : Callie Rogers Stark (38 épisodes)
- 1999 : Unbowed : Anna